# Fayçal Derbel
Fayçal Derbel (arabe : فيصل دربال), né le 17 août 1956 à Sfax, est un homme politique tunisien.

## Biographie

### Formation et carrière professionnelle
Détenteur d'un diplôme de technicien supérieur en gestion financière, il obtient une maîtrise en études comptables en 1980. De 1980 à 1981, il effectue des études doctorales en fiscalité internationale au Centre d'études fiscales internationales de l'université Nice-Sophia-Antipolis.
En 1983, il obtient un certificat d'études supérieures en révision comptable puis, en 1984, un diplôme d'État d'expert-comptable.
Il travaille depuis 1981 dans une société d'expertise comptable inscrite au tableau de l'Ordre des experts comptables de Tunisie et enseigne en parallèle à l'université tunisienne.

### Carrière politique
Lors des élections législatives de 2019, son nom figure comme tête de liste d'Ennahdha dans la deuxième circonscription de Sfax. Il affirme, lors d'un meeting public à Sfax, « être un candidat indépendant », Ennahdha ayant décider lors de son congrès précédent de permettre à des personnalités indépendantes d'être candidates sur ses listes.

### Vie privée
Il est marié et père de deux enfants.